# Break the silence
Break the silence er en dansk eksperimentalfilm fra 1984 instrueret af Torben Skjødt Jensen.